# Liste der Nummer-eins-Hits in Japan (1974)
Die Liste der japanischen Nummer-eins-Hits enthält die Daten vom 1. Januar bis zum 31. Dezember 1974. Die letzte Woche im Jahr fällt mit der ersten Woche des neuen Jahres zusammen. Angegeben sind die Verkaufszahlen der jeweiligen Nummer eins in ihrer Woche. Alle Angaben basieren auf den offiziellen japanischen Charts von Oricon.

## Singles
| ← 1973 ← | Liste der Nummer-eins-Hits in Japan | Liste der Nummer-eins-Hits in Japan | Liste der Nummer-eins-Hits in Japan | 1975 →                    |
| \| Zeitraum \| Wo. ges. \| Interpret \| Titel Autor(en) \| Zusätzliche Informationen \| \| (Zeitraum, Wochen auf Platz eins, Interpret, Titel, Autor[en], zusätzliche Informationen) \| \| \| \| \| \| ----------------------------------------------------------------------------------------- \| -------- \| ------------------ \| ---------------- \| ------------------------- \| \| 24. Dezember 1973 – 6. Januar 1974 2 Wochen \| 2 \| Hideki Saijō \| Ai no Jūjika \| – \| \| 7. Januar 1974 – 27. Januar 1974 3 Wochen \| 3 \| Finger 5 \| Koi no Dial 6700 \| – \| \| 28. Januar 1974 – 17. März 1974 7 Wochen \| 7 \| Akiko Kosaka \| Anata \| – \| \| 18. März 1974 – 19. Mai 1974 9 Wochen \| 9 \| Tonosama Kings \| Namida no Misao \| – \| \| 20. Mai 1974 – 14. Juli 1974 8 Wochen \| 8 \| Kiyoshi Nakajo \| Uso \| – \| \| 15. Juli 1974 – 11. August 1974 4 Wochen \| 4 \| Tonosama Kings \| Meoto Kagami \| – \| \| 12. August 1974 – 18. August 1974 1 Woche \| 1 \| Kenji Sawada \| Tsuioku \| – \| \| 19. August 1974 – 27. Oktober 1974 10 Wochen \| 10 \| Masatoshi Nakamura \| Fureai \| – \| \| 28. Oktober 1974 – 17. November 1974 3 Wochen \| 3 \| Hiromi Go \| Yoroshiku Aishū \| – \| \| 18. November 1974 – 24. November 1974 1 Woche (insgesamt 2) \| 2 \| Rumiko Koyanagi \| Fuyu no Eki \| – \| \| 25. November 1974 – 8. Dezember 1974 2 Wochen \| 2 \| Goro Noguchi \| Amai Seikatsu \| – \| \| 9. Dezember 1974 – 15. Dezember 1974 1 Woche (insgesamt 2) \| 2 \| Rumiko Koyanagi \| Fuyu no Eki \| – \| \| 16. Dezember 1974 – 22. Dezember 1974 1 Woche \| 1 \| Mineko Nishikawa \| Anata ni Ageru \| – \| \| 23. Dezember 1974 – 2. Februar 1975 6 Wochen \| 6 \| Momoe Yamaguchi \| Fuyu no Iro \| – \| |                                     |                                     |                                     |                           |
| ← 1973 |                                     |                                     |                                     | → 1975 →                  |
| Zeitraum | Wo. ges.                            | Interpret                           | Titel Autor(en)                     | Zusätzliche Informationen |
| (Zeitraum, Wochen auf Platz eins, Interpret, Titel, Autor[en], zusätzliche Informationen) |                                     |                                     |                                     |                           |
| 24. Dezember 1973 – 6. Januar 1974 2 Wochen | 2                                   | Hideki Saijō                        | Ai no Jūjika                        | –                         |
| 7. Januar 1974 – 27. Januar 1974 3 Wochen | 3                                   | Finger 5                            | Koi no Dial 6700                    | –                         |
| 28. Januar 1974 – 17. März 1974 7 Wochen | 7                                   | Akiko Kosaka                        | Anata                               | –                         |
| 18. März 1974 – 19. Mai 1974 9 Wochen | 9                                   | Tonosama Kings                      | Namida no Misao                     | –                         |
| 20. Mai 1974 – 14. Juli 1974 8 Wochen | 8                                   | Kiyoshi Nakajo                      | Uso                                 | –                         |
| 15. Juli 1974 – 11. August 1974 4 Wochen | 4                                   | Tonosama Kings                      | Meoto Kagami                        | –                         |
| 12. August 1974 – 18. August 1974 1 Woche | 1                                   | Kenji Sawada                        | Tsuioku                             | –                         |
| 19. August 1974 – 27. Oktober 1974 10 Wochen | 10                                  | Masatoshi Nakamura                  | Fureai                              | –                         |
| 28. Oktober 1974 – 17. November 1974 3 Wochen | 3                                   | Hiromi Go                           | Yoroshiku Aishū                     | –                         |
| 18. November 1974 – 24. November 1974 1 Woche (insgesamt 2) | 2                                   | Rumiko Koyanagi                     | Fuyu no Eki                         | –                         |
| 25. November 1974 – 8. Dezember 1974 2 Wochen | 2                                   | Goro Noguchi                        | Amai Seikatsu                       | –                         |
| 9. Dezember 1974 – 15. Dezember 1974 1 Woche (insgesamt 2) | 2                                   | Rumiko Koyanagi                     | Fuyu no Eki                         | –                         |
| 16. Dezember 1974 – 22. Dezember 1974 1 Woche | 1                                   | Mineko Nishikawa                    | Anata ni Ageru                      | –                         |
| 23. Dezember 1974 – 2. Februar 1975 6 Wochen | 6                                   | Momoe Yamaguchi                     | Fuyu no Iro                         | –                         |